# Saco (Maine)
Saco ist eine City im York County im US-Bundesstaat Maine. Im Jahr 2020 lebten dort 20.381 Einwohner in 9.486 Haushalten auf einer Fläche von 136,64 km². Sie liegt gegenüber der Stadt Biddeford am nördlichen Ufer des Saco River und bildet mit ihr eine Doppelgemeinde.

## Geographie
Nach dem United States Census Bureau hat Saco eine Gesamtfläche von 136,64 km², von der 99,93 km² Land sind und 36,71 km² aus Gewässern bestehen.

### Geographische Lage
Saco liegt östlich der Mündung des Saco River in den Atlantischen Ozean am Nordufer des Flusses. Inmitten des Gebietes liegen die Saco Falls, die für die Industrialisierung durch die Nutzung ihrer Wasserkraft wichtig waren. Auf der anderen Seite des Flusses befindet sich die Schwesterstadt Biddeford. Im Nordosten grenzt das Gebiet an das Cumberland County.

### Nachbargemeinden
Alle Entfernungen sind als Luftlinien zwischen den offiziellen Koordinaten der Orte aus der Volkszählung 2010 angegeben.
- Norden: Buxton, 15,4 km
- Osten: Scarborough, Cumberland County, 9,6 km
- Süden: Biddeford, 10,2 km
- Westen: Dayton, 12,9 km

### Stadtgliederung
In Saco gibt mehrere Siedlungsgebiete: Bay View (mit Ferry Beach ehemals West Old Orchard Beach), Boothby Park, Camp Ellis, Ferry Beach, Kinney Shores, North Saco, Saco und The Heath.

### Klima
Die mittlere Durchschnittstemperatur in Saco liegt zwischen −6,1 °C (21 °F) im Januar und 20,6 °C (69 °F) im Juli. Damit ist der Ort gegenüber dem langjährigen Mittel der USA um etwa 9 Grad kühler. Die Schneefälle zwischen Oktober und Mai liegen mit bis zu zweieinhalb Metern mehr als doppelt so hoch wie die mittlere Schneehöhe in den USA; die tägliche Sonnenscheindauer liegt am unteren Rand des Wertespektrums der USA.

## Geschichte
Die erste Besiedlung des Gebietes durch Europäer erfolgte durch die Bemühungen der Plymouth Company, einer Entwicklungsgesellschaft des englischen Königs für die neue Welt, im Jahr 1623 als Teil des „Winter Harbor“ dieser Region; eine eigenständige Gemeinde wurde der Ort am 5. Juli 1653. Die Herkunft des Namens ist unklar; während es Ableitungen von verschiedenen Worten der damals hier ansässigen Sokokis Indianer gibt steht zugleich fest, dass ein früher Entdecker, Esteban Gomez, bereits 1525 „Bahia Saco“, also „Sack-Bucht“, nannte. Doch auch der Name der ansässigen Sokokis-Indianer könnte in verballhornter Form Namensgeber gewesen sein.
Die Gemeinde war ursprünglich Teil des am gegenüber gelegenen Ufer liegenden Biddeford, wurde 1762 in „Pepperellborough“ umbenannt und 1805 auf den heutigen Namen getauft. 1867 erhielt Saco die Stadtrechte.
Während der Indianerkriege ab 1675 wurde Saco mehrfach angegriffen und zumindest einmal niedergebrannt. 1689 wurden einige Einwohner als Geiseln entführt. Erst als die Stadt daraufhin zur Militärstadt ausgebaut wurde (mit 14 Garnisonen im Jahr 1723) wurde die Umgebung „befriedet“. Saco entwickelte sich, zusammen mit Biddeford, zu einem Zentrum der Holzwirtschaft.
Ab 1811 wurden im Ort Schwerindustrie, eine Baumwollmühle und ein Eisenwerk, aufgebaut; auch siedelte sich hier rasch eine Textilindustrie auf Baumwollbasis an. Trotzdem wandelte sich die Stadt ab etwa 1850 immer mehr zu einem Erholungsort, der auch einige bekannte amerikanische Dichter anzog. Heutzutage basiert Sacos Wirtschaft nahezu ausschließlich auf dem Fremdenverkehr. Mehrere Naturschutzgebiete, ein geschützter, weitläufiger Sandstrand und zwei Vergnügungsparks sind Anziehungspunkte für Erholungssuchende aus dem weiteren Umkreis.

### Einwohnerentwicklung
| Volkszählungsergebnisse – City of Saco, Maine | Volkszählungsergebnisse – City of Saco, Maine | Volkszählungsergebnisse – City of Saco, Maine | Volkszählungsergebnisse – City of Saco, Maine | Volkszählungsergebnisse – City of Saco, Maine | Volkszählungsergebnisse – City of Saco, Maine | Volkszählungsergebnisse – City of Saco, Maine | Volkszählungsergebnisse – City of Saco, Maine | Volkszählungsergebnisse – City of Saco, Maine | Volkszählungsergebnisse – City of Saco, Maine | Volkszählungsergebnisse – City of Saco, Maine |
| Jahr                                          | 1700                                          | 1710                                          | 1720                                          | 1730                                          | 1740                                          | 1750                                          | 1760                                          | 1770                                          | 1780                                          | 1790                                          |
| --------------------------------------------- | --------------------------------------------- | --------------------------------------------- | --------------------------------------------- | --------------------------------------------- | --------------------------------------------- | --------------------------------------------- | --------------------------------------------- | --------------------------------------------- | --------------------------------------------- | --------------------------------------------- |
| Einwohner                                     |                                               |                                               |                                               |                                               |                                               |                                               |                                               |                                               |                                               | 1.350                                         |
| Jahr                                          | 1800                                          | 1810                                          | 1820                                          | 1830                                          | 1840                                          | 1850                                          | 1860                                          | 1870                                          | 1880                                          | 1890                                          |
| Einwohner                                     | 1.842                                         | 2.492                                         | 2.532                                         | 3.219                                         | 4.408                                         | 5.798                                         | 6.223                                         | 5.755                                         | 6.389                                         | 6.075                                         |
| Jahr                                          | 1900                                          | 1910                                          | 1920                                          | 1930                                          | 1940                                          | 1950                                          | 1960                                          | 1970                                          | 1980                                          | 1990                                          |
| Einwohner                                     | 6.122                                         | 6.583                                         | 6.817                                         | 7.233                                         | 8.631                                         | 10.324                                        | 10.515                                        | 11.678                                        | 12.921                                        | 15.181                                        |
| Jahr                                          | 2000                                          | 2010                                          | 2020                                          | 2030                                          | 2040                                          | 2050                                          | 2060                                          | 2070                                          | 2080                                          | 2090                                          |
| Einwohner                                     | 16.822                                        | 18.482                                        | 20.381                                        |                                               |                                               |                                               |                                               |                                               |                                               |                                               |

## Kultur und Sehenswürdigkeiten

### Museen
Das Saco Museum wurde im Jahr 1866 gegründet und hat seither 11.000 Exponate, besonders Gemälde, lokale Landschafts-Grafiken und Kleidungsstücke. Das Museum befindet sich in der Altstadt-Meile.
Das MacDonald's Mineral Museum archiviert eine große Zahl von geologischen Fundstücken der Umgebung.

### Bauwerke
Saco verfügt über ein zusammenhängendes Altstadtviertel entlang der Main Street, das eine Reihe alter Bauwerke aufweist. Besonders erwähnenswert sind das Solomon Coit House, das 1785 im georgianischen Stil errichtet wurde, und das Emma Hall House von 1892, das ein gutes Beispiel für den Queen Anne Style darstellt.
In Saco wurden mehrere Bauwerke, historische Stätten und Distrikte unter Denkmalschutz gestellt und ins National Register of Historic Places aufgenommen.
- Saco Historic District, 1998 unter der Register-Nr. 98000594.[9]

- J.G. Deering House, 1982 unter der Register-Nr. 82000793.[10]
- Grant Family House, 1990 unter der Register-Nr. 90000927.[11]
- Jacobs Houses and Store, 1982 unter der Register-Nr. 82000795.[12]
- Saco Central Fire Station, 2013 unter der Register-Nr. 13000168.[13]
- Saco City Hall, 1979 unter der Register-Nr. 79000192.[14]
- Saco High School (old), 1983 unter der Register-Nr. 83000483.[15]
- A. B. Seavey House, 1978 unter der Register-Nr. 78000332.[16]
- Thacher-Goodale House, 1976 unter der Register-Nr. 76000193.[17]
- Way Way General Store, 1995 unter der Register-Nr. 95001462.[18]

### Parks
Am Ufer des Saco River findet sich der Ferry Beach State Park, der verkehrstechnisch gut erschlossen ist. Es handelt sich hierbei um ein kombiniertes Naturschutz- und Naherholungsgebiet.
Das Goosefare Brook nature preserve stellt ein weiteres Naturschutzgebiet am Ufer der Stadt dar.
Das Funtown Splashtown USA ist ein Freizeitpark in Saco, der 1967 eröffnet wurde. In ihm befindet sich mit der Excalibur die im Jahr 1998 eröffnete höchste und längste Achterbahn im Norden von Neuengland.

## Wirtschaft und Infrastruktur

### Verkehr
Durch Saco verläuft die Interstate 95, und der parallele U.S. Highway 1 die den Ort mit den wichtigsten Städten Maines verbindet. Zusätzlich führt die auch im Personenverkehr betriebene Bahnstrecke Cummings–Portland durch den Ort. Mehrmals am Tag hält ein Downeaster-Zug am Bahnhof Biddeford-Saco, der sich in Saco befindet. Die ebenfalls durch den Ort führende Bahnstrecke Portland–Portsmouth ist bis auf einen kurzen Industrieanschluss im Norden von Saco stillgelegt. Ebenfalls nicht mehr vorhanden sind die Straßenbahnstrecken der Biddeford and Saco Railroad und der York Utilities Corporation, die bis in die 1930er Jahre das Stadtgebiet von Saco erschlossen.
Die Luftanbindung ist durch den am südlichen Stadtrand vom benachbarten Biddeford gelegenen Biddeford Municipal Airport gewährleistet, der nächstgelegene Flughafen mit Linienflugangebot befindet sich in Portland.

### Medien
Im Großraum Biddeford/Saco erscheinen zwei Wochenzeitungen: der Biddeford-Saco-OOB Courier und das The Journal Tribune.

### Bildung
In Saco sind Schulen aller Stufen vorzufinden; eine Dependance der University of New England ist im benachbarten Biddeford angesiedelt.
Zusätzlich ist seit 1811 die Thornton Academy, eine private Highschool, in Saco beheimatet. Sie wurde ursprünglich als „Saco Academy“ gegründet und 1821 nach einem Sponsor umbenannt. Zwischen 1848 und 1884 war der Schulbetrieb unterbrochen. Als Besonderheit dieser Schule ist zu vermerken, dass sie ihre Klassen umschichtig im Zwei-Tage-Rhythmus unterrichten (dann aber mit doppelt so langer Unterrichtszeit), um den Schülern den weiten Schulweg nur halb so oft zuzumuten.

## Persönlichkeiten

### Söhne und Töchter der Stadt
- Richard Cutts (1771–1845), Politiker
- John Fairfield (1797–1847), Politiker
- Isaac Lawrence Milliken (1815–1885), Politiker, Bürgermeister von Chicago
- Samuel Brannan (1819–1889), Geschäftsmann im Kalifornischen Goldrausch
- George F. Shepley (1819–1878), Politiker und General
- George Lincoln Goodale (1839–1923), Botaniker
- Nicholas Fessenden (1847–1927), Politiker
- Emery J. San Souci  (1857–1936), Politiker
- Edith Nourse Rogers (1881–1960), Politikerin
- Everett Carll Ladd (1937–1999), Politikwissenschaftler und Meinungsforscher
- Jayne Hitchcock (* 1958), Autorin und Aktivistin gegen Cyberstalking
- John Laliberté (* 1983), Eishockeyspieler

### Persönlichkeiten, die vor Ort gewirkt haben
- Cyrus King (1772–1817), Anwalt und Politiker
- John Fairfield Scamman (1786–1858), Politiker
- Kenneth Wilson (1936–2013), Physiker und Nobelpreisträger
- Justin Chenette (* 1991), Politiker